# Bulbul aux yeux gris
Iole propinqua
Espèce
Répartition géographique
Statut de conservation UICN

 LC  : Préoccupation mineure
Le Bulbul aux yeux gris (Iole propinqua) est une espèce de passereau de la famille des Pycnonotidae.

## Description

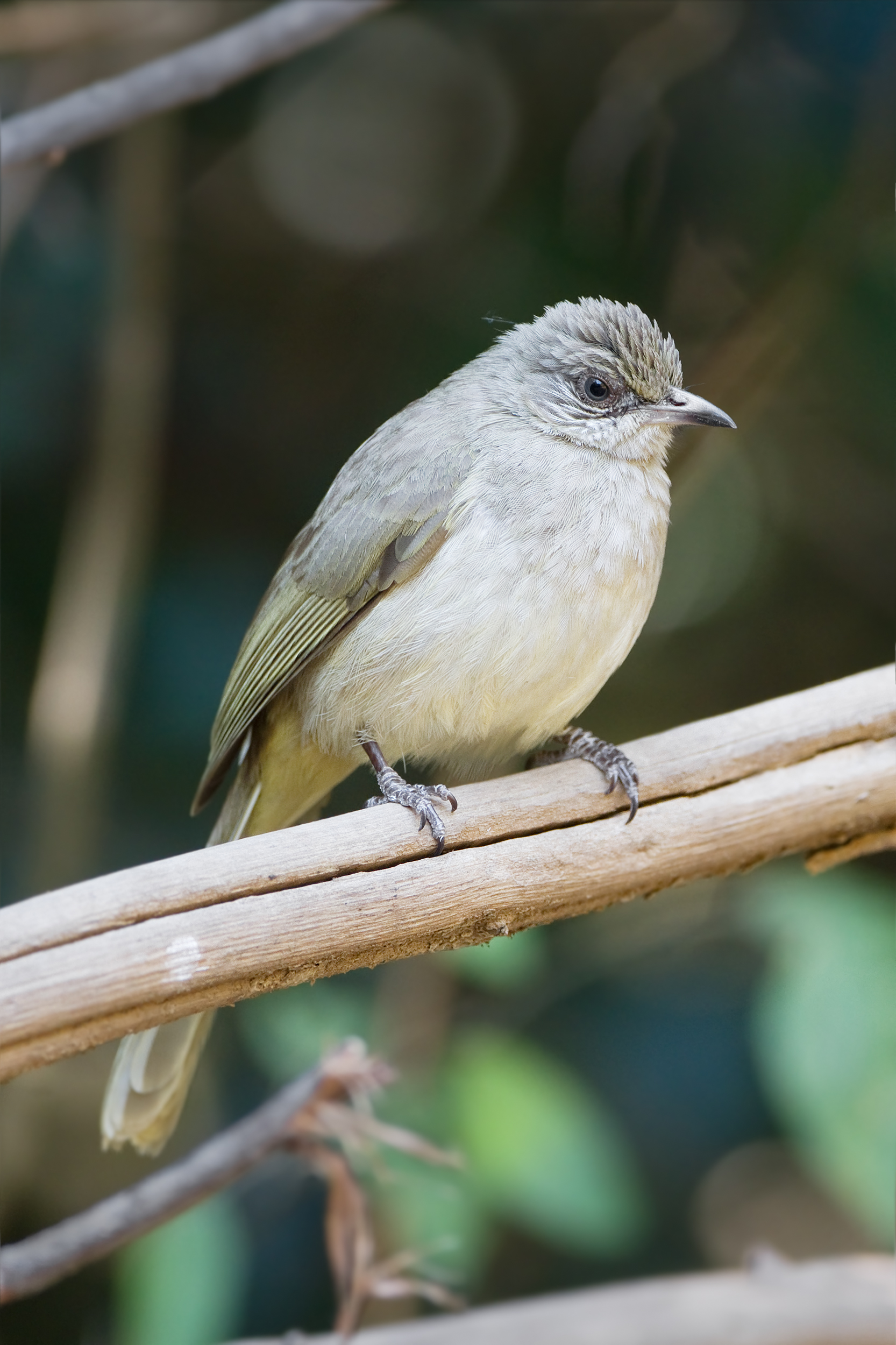
Bulbul aux yeux gris
(parc national de Kaeng Krachan)

## Sous-espèces
- I. p. aquilonis (Deignan, 1948) — sud de la Chine et nord-est du Viêt Nam ;
- I. p. propinqua (Oustalet, 1903) — de l'est de la Birmanie au sud de la Chine, Laos et Viêt Nam ;
- I. p. simulator (Deignan, 1948) — sud-est de la Thaïlande et sud de l'Indochine ;
- I. p. innectens (Deignan, 1948) — extrême sud du Viêt Nam ;
- I. p. myitkyinensis (Deignan, 1948) — est de la Birmanie.